# استثنائی جهانی المپیک تابستانی ۲۰۱۵
بازی‌های مخصوص جهانی المپیک تابستانی 2015 (انگلیسی: 2015 Special Olympics World Summer Games) یک رویداد چندورزشی برای ورزشکاران کم‌توانی ذهنی برگزار شد. این بازی لس آنجلس، ایالات متحده آمریکا با ۶۵۰۰ نفر شرکت‌کننده از ۲۵ ژوئیه تا ۲ اوت ۲۰۱۵ برپا بود.

## زمینه
امتیاز بازی‌های استثنایی جهانی المپیک ۲۰۱۵ در سال ۲۰۱۱ به ایالات متحده اعطا شد، در حالی که آفریقای جنوبی برای این امتیاز تلاش می‌کرد.